# Conistra semiconfluens
Conistra semiconfluens là một loài bướm đêm trong họ Noctuidae.